# Verticordia apecta
Verticordia apecta är en myrtenväxtart som beskrevs av Eliz.A.George och Alexander Segger George. Verticordia apecta ingår i släktet Verticordia och familjen myrtenväxter. Inga underarter finns listade i Catalogue of Life.